# Comuna Topraisar, Constanța
Topraisar este o comună în județul Constanța, Dobrogea, România, formată din satele Biruința, Movilița, Potârnichea și Topraisar (reședința).

## Etimologie
Numele comunei este dat de numele celui mai mare dintre satele componente, denumire care provine din limba tătară, de la Topraysar, care a rezultat prin rotunjirea fonetică a lui Top, Rayis și Hisar, înseamnând: Fortul Conducătorului/Conducătoarei Uniunii.
Top Rayis se traduce, în limba română, prin: Conducătorul ales al Uniunii sau Președintele Uniunii și pare a o desemna pe regina Tomiris, sugerând, totodată, originea cuvintelor: Dobrogea și Tomis.

Unele persoane cred că Topraysar ar fi derivatul lui Toprak Hisar, înseamnând Fortul de Pământ.

## Geografie

### Unități administrativ-teritoriale vecine
- Comuna Topraisar are următoarele vecinătăți:

-         la nord, cu Canalul Dunăre - Marea Neagră (comuna Cumpăna)
-         la est, comunele Agigea și Tuzla, orașul Techirghiol;
-         la sud, comunele 23 August și Amzacea;
-         la vest, comuna Mereni.

### Relief
Teritoriul comunei este situat în partea de nord–est a Podișului Cobadin – Negru - Vodă. Sub raport geomorfologic, relieful comunei Topraisar apare ca o zonă mai înaltă față de regiunile înconjurătoare din vest, nord și est. Solurile ce se regăsesc pe teritoriul comunei Topraisar fac parte din categoria cernoziomurilor (cernoziomuri ciocolatii, cernoziomuri slab levigate, cernoziomuri carbonatice) și a rendzinele, categorie de soluri dezvoltate pe calcare, roca predominantă ce intră în alcătuirea unității colinare pe care este amplasat teritoriul comunei.
Situarea comunei în interiorul podișului face ca influențele de tip pontic să nu fie resimțite. Temperaturile medii anuale se situează în jurul valorii de 11 °C. Rețeaua hidrografică a comunei Topraisar este reprezentată de:
- Canalul Dunăre – Marea Neagră, situat în partea de nord a comunei;

- Canalul de irigații Negru Vodă, ce străbate comuna de la nord spre est (având un canal principal și altele secundare, cu adâncimi variabile între 1-3 m și 8 m) și
- Firele de apă ce străbat localitățile Biruința, Movilița, Potârnichea.

Pe teritoriul comunei, apele curgătoare sunt reprezentate de trei pâraie cu debite reduse, fără însemnătate economică, precum și numeroase văi seci pe unde se scurge apa ploilor sau cea provenită din topirea zăpezilor.
Cele trei pâraie sunt Musurat Deresi, Karlîkóy Deresí și Abdullah Deresí. Primele două sunt tributare Lacului Techirghiol, ultimul își îndreaptă apele spre Canalul Dunăre – Marea Neagră.
- Musurat Deresi ("Dereaua Musurat") și are izvorul în extremitatea sudică a satului Movilița, aproape de șoseaua națională. Acest pârâu are o lungime de 7 km, o suprafață de 25 km2 și se varsă în Lacul Techirghiol. Traseul este aproape drept și are un debit redus, uneori secând în verile secetoase. Înainte de 1989, când irigațiile erau intense în această zonă, infiltrațiile de la canalele de irigații asigurau un debit aproape constant și în perioada verii, acum însă, lipsa irigațiilor determină apariția perioadelor cu debite foarte reduse în perioadele din an când cad cele mai puține precipitații. Legătura dintre debit și precipitații se observă și în ceea ce privește debitul maxim și cel minim. Deși debitul este neînsemnat, oamenii au făcut în lungul pârâului unele amenajări pentru reținerea apei, fie pentru udatul grădinilor sau iaz pentru pești.

- Karlîkóy Deresí ("Dereaua Carlichioi") se formează prin unirea, în satul Biruința, a Văii Topraisar cu Valea Muratanului. Pârâul are o lungime de 7 km, cu traseu fără sinuozități și o suprafață de 90 km2. Debitul este redus, deoarece apa provenea de la infiltrațiile canalului de irigații. În sezonul cald, acest pârâu este lipsit de apă.

- Abdullah Deresí ("Dereaua Abdullah") își are izvoarele în vestul localității Potârnichea și curge prin vestul satului, având un debit foarte mic. Localnicii i-au blocat traseul în dreptul satului utilizând apa pentru irigatul grădinilor, motiv pentru care restul văii este lipsit de apă.

## Transporturi
Lungimea totală a rețelei de drumuri comunale este de 94 km; teritoriul comunei este traversat de traseul DN 38, care face legătura între Constanța și punctul de trecere al frontierei de la Negru Vodă.
      Pe teritoriul comunei există următoarele trasee rutiere:
-          DN 38 face legătura între localitățile Amzacea – Topraisar – Movilița – Techirghiol;
-           DJ 391 între Mereni – Topraisar – Biruința – Tuzla (drum neamenajat);
-          DJ 381 și DC 1A ce leagă localitățile Potârnichea – Movilița – Bărăganu.
             Distanța satelor față de reședința comunei este cuprinsă între 5 km (Biruința) și 7 km (Potârnichea).
      Teritoriul comunei Topraisar se învecinează la nord cu Canalul Dunăre – Marea Neagră (comuna Cumpăna) acest lucru fiind un avantaj de necontestat în ceea ce privește dezvoltarea activităților din domeniul transporturilor, depozitare și condiționare, comerț en-gros, etc.

## Demografie
Componența etnică a comunei Topraisar
     Români (83,9%)
     Tătari (5,18%)
     Alte etnii (0,3%)
     Necunoscută (10,61%)
Componența confesională a comunei Topraisar
     Ortodocși (79,92%)
     Musulmani (5,4%)
     Adventiști (1,68%)
     Romano-catolici (1,17%)
     Alte religii (0,74%)
     Necunoscută (11,09%)
Conform recensământului efectuat în 2021, populația comunei Topraisar se ridică la 5.907 locuitori, în creștere față de recensământul anterior din 2011, când fuseseră înregistrați 5.533 de locuitori. Majoritatea locuitorilor sunt români (83,9%), cu o minoritate de tătari (5,18%), iar pentru 10,61% nu se cunoaște apartenența etnică. Din punct de vedere confesional, majoritatea locuitorilor sunt ortodocși (79,92%), cu minorități de musulmani (5,4%), adventiști (1,68%) și romano-catolici (1,17%), iar pentru 11,09% nu se cunoaște apartenența confesională.

## Politică și administrație
Comuna Topraisar este administrată de un primar și un consiliu local compus din 15 consilieri. Primarul, Stelian Gheorghe[*], de la Partidul Social Democrat, este în funcție din 2000. Începând cu alegerile locale din 2024, consiliul local are următoarea componență pe partide politice:
|  | Partid                          | Consilieri | Componența Consiliului | Componența Consiliului | Componența Consiliului | Componența Consiliului | Componența Consiliului | Componența Consiliului | Componența Consiliului |
|  | ------------------------------- | ---------- | ---------------------- | ---------------------- | ---------------------- | ---------------------- | ---------------------- | ---------------------- | ---------------------- |
|  | Partidul Social Democrat        | 7          |                        |                        |                        |                        |                        |                        |                        |
|  | Partidul Național Liberal       | 4          |                        |                        |                        |                        |                        |                        |                        |
|  | Alianța pentru Unirea Românilor | 3          |                        |                        |                        |                        |                        |                        |                        |
|  | Partidul S.O.S. România         | 1          |                        |                        |                        |                        |                        |                        |                        |

## Istorie

### Istoria veche și medievală
Materialele arheologice de la Topraisar au fost descoperite în anul 1963 într-un șanț de canalizare, la adâncimea de circa 1–1,5 m de la suprafața terenului. La momentul respectiv, cercetătorii nu s-au pronunțat dacă e vorba de o necropolă sau de o așezare de sine stătătoare. Cercetările arheologice au scos la iveală faptul că localitatea Topraisar, așezată în zona centrală a județului Constanța, aproape de mare, o zonă de influență și de interes pentru cetătile grecești dar și pentru romani, a fost locuită din cele mai vechi timpuri.

### Comuna în timpul Primului război mondial
Conform înțelegerii cu puterile Antantei, România a decretat mobilizarea la 14/27 august 1916, prima zi de mobilizare fiind considerată, ca începând din noaptea de 15/16 august. În lunile septembrie și octombrie armatele române au desfășurat acțiuni de apărare pe teritoriul dobrogean. Când au sunat mobilizarea, toți cetățenii comunei, bărbați între 18 și 50 de ani, au plecat în război. N-au mai rămas în comună decât femei, copii și bătrâni. Apropiindu-se frontul, cei rămași acasă au fost înspăimântați de veștile rele ce le aduceau ostașii și, presimțind ce înseamnă ocupația dușmanului, au părăsit satul.

### Administratia locală si viața politică
Revenirea Dobrogei la România a necesitat realizarea unei noi împărțiri administrative a provinciei, care să concorde cu legile românești adoptate special după 1880. Astfel, Dobrogea este împărțită în 8 plăși, 6 comune urbane și 94 de comune rurale. Topraisar aparținea plășii Mangalia, cu reședința la Mangalia. După alegerile din anul 1880 s-a format primul consiliu local al comunei care avea în componență pe: Gecai Curt Agi, Beghe Osman, Hagi Mola Omer, Gelil Zidula, Ismail Muedin - aleși, Bari Abduraman, Nicolae Sufianu – numiți. Primul primar ales al comunei a fost Hagi Mola Omer. Administrația localității Topraisar a făcut întotdeauna eforturi considerabile pentru a se înscrie pe linia dezvoltării economico-sociale și politice impusă de noile condiții geopolitice de după Conferința de pace de la Paris (1919-1920). În prezentarea sa asupra situației județului Constanța în anii 1916 și 1922, N.T. Negulescu, prefectul județului, arată pentru comuna Topraisar, că primăria este instalată în local propriu, construit în 1908 prin cotizațiile locuitorilor.

## Administrația locală
În zilele noastre, primarul comunei Topraisar este Gheorghe Stelian (din anul 2000, reales ultima oară în 2012). Consiliul local cuprinde un număr de 15 consilieri locali. În anul 2013, Primăria are un număr de 30 de angajați.